# Guía Vidal de Transportes
La Guía Vidal de Transportes provee, desde 1960, un directorio de empresas de transporte de cargas; y servicios de logística argentina y del Mercosur. El servicio es brindado por la empresa V. y V. SRL, de la Argentina. 
En la actualidad brinda información de más de 3.500 transportes.

## El servicio
Se trata de una guía de transportes y logística utilizada por los dadores de carga, oficinas de logística, departamentos de expedición, oficinas de compra y venta, de empresas de todos los rubros y dimensiones.
El servicio se brinda de tres maneras:
- Una versión impresa anual.
- Un software.
- Una versión en línea.

## Historia
Fue en la empresa Transportes Vidal S.A. que se inició la idea de una guía, en 1960, comenzando simplemente con dar unas simples hojas a quienes proveían carga y necesitaban información sobre los posibles transportistas en función de las localidades atendidas. Al poco tiempo se convirtió en un cuadernillo, y a fines de la década de los 60 en un libro.
En 1992, debido a cambios en la estructura de las sociedad, la guía se independizó de la empresa de transportes y quedó a cargo de V. y V. SRL. editorial especializada en temas de Supply Chain (cadenas de suministro), Logística y Transporte.
En 1995 creó la primera versión en software para computadoras personales y actualmente existe una versión en línea en Internet. 

## Actualidad
La guía posee información de más de 3.500 transportes de carga y 2.500 localidades atendidas en la Argentina y países limítrofes, y 50 índices de especialidades.